# Octavio Pisano
Octavio Pisano es un actor mexicano, conocido por el papel de Joe Velasco en la serie de televisión estadounidense Law & Order: Special Victims Unit. Pisano inició su carrera en 2001 debutando en un musical.
Pisano participó en la serie Coyote en el papel de Sultán, también estuvo en la película Ms. Purple. Apareció en un capítulo de Law & Order: Organized Crime.

## Filmografía

### Cine
- Ms. Purple (2019)
- Feral State (2020)

### Televisión
- Coyote - serie de TV, 6 episodios (2021)
- Law & Order: Special Victims Unit - serie de TV  (2021-en curso)
- Law & Order: Organized Crime - serie TV, 1 episodio (2022)